# Amerikai pasztorál (film)
Az Amerikai pasztorál (eredeti cím: American Pastoral) 2016-ban bemutatott amerikai bűnügyi filmdráma, amelyet Ewan McGregor rendezett. A forgatókönyvet Philip Roth azonos című regényéből John Romano írta. A főbb szerepekben Ewan McGregor, Jennifer Connelly, Dakota Fanning, Peter Riegert és Rupert Evans látható.
Az Amerikai Egyesült Államokban 2016. október 21-én, Magyarországon 2017. április 13-án mutatták be a mozikban.

## Cselekmény
1996-ban, a Weequahic Gimnázium 1951-es évfolyamának 45 éves osztálytalálkozóján, Newarkban, az író Nathan Zuckerman találkozik egy régi barátjával, Jerry Levovval. Beszélgetésük során szóba kerül Jerry idősebb testvére, az egykori állami sztársportoló Seymour "Svéd" Levov, az 1944-es évfolyam tagja, aki nemrég halt meg egy hosszú betegség után.
A történet visszatekint Svéd fiatalkorára, amikor ráveszi apját, a kesztyűgyár-tulajdonos Lou Levovot, hogy engedje meg, hogy feleségül vegye középiskolai szerelmét, az 1947-es New Jersey-i Miss America-választás résztvevőjét, Dawn Dwyert. Lou kezdetben kételkedik a kapcsolatban, mert Svéd zsidó, míg Dawn elhivatott római katolikus, de végül Dawn ereje és őszintesége meggyőzi őt. Házasságukból egy lányuk születik, Meredith („Merry”), és Old Rimrock városkájában telepednek le, ahol egy farmot vesznek, miközben Svéd naponta 30 mérföldet ingázik Newarkba a kesztyűgyárba.
Merry okos, de különc, és dadogásos beszédzavarral küzd. 1963-ban, 12 éves korában, mélyen megrázza Thích Quảng Đức buddhista szerzetes önégetéses tiltakozása. Amikor Merry eléri a középiskolás kort, egyre radikálisabb nézeteket vall, anarchista irányba fordul, miközben a vietnámi háború erővel zajlik. Gyakran jár New Yorkba tüntetni a háború ellen. Amikor Merry kitör a dühéből az 1967-es newarki zavargások során, Svéd arra kéri, hogy a tiltakozást inkább helyi szinten folytassa, békésebb módon. Néhány nappal később azonban a kisváros postája és boltja felrobban egy bombától, a robbanás megöli az üzlet tulajdonosát.
Merry eltűnik, és az FBI első számú gyanúsítottja lesz az ügyben. Svéd és Dawn azonban nem hisznek Merry bűnösségében, vagy ha mégis részt vett a robbantásban, úgy vélik, idősebb radikálisok kényszerítették erre, akikkel New Yorkban ismerkedett meg. Svéd és Dawn felkeresik Penny Hamlint, a felrobbantott boltban meghalt tulajdonos feleségét, hogy bocsánatot kérjenek. Svéd ezután kitartóan zaklatja az FBI-t Merry holléte felől, de sikertelenül. Egy napon Rita Cohen, a Wharton űzleti Iskola 22 éves hallgatója, meglátogatja a gyárat, látszólag egy üzleti jelentéshez készít anyagot. Rita megbízható információt sugall Merry hollétéről, majd arra kéri Svédet, hogy találkozzon vele egy hotelszobában, és hozzon magával 10.000 dollár készpénzt.
Svéd elmegy a találkozóra, ám ellenáll Rita rosszindulatú csábítási kísérletének. Rita ellopja a pénzt, és semmilyen újabb információt nem hagy Merry-ről. Merry eltűnése és az események súlya végül idegösszeomlást okoznak Dawn-nak. Kezelés után ráncfelvarrást végeztet, és viszonyt kezd egy szomszéddal. Azt mondja Svédnek, hogy Merry tönkretette a régi életüket, és megpróbálja rávenni, hogy felejtse el a lányukat, hogy új életet kezdhessenek együtt.
1970-ben Svéd meglátja Ritát egy New York-i utcán. Rita elvezeti őt Newark egyik lepusztult negyedébe, ahol Merry jelenleg él. Két rövid látogatás során Merry bevallja Svédnek, hogy összesen három bombát készített és helyezett el, amelyek négy ember halálát okozták. Elmeséli, hogy az illegalitásba vonulása után kirabolták és megerőszakolták. Teljesen visszavonult a társadalomtól és most az indiai dzsain vallás szigorú aszkézisének követője, Svéd szerint ez a bűnbánata megnyilvánulása. Ebben a elhanyagolt és egyszerű életvitelben, a dadogása is megszűnt. Nem akar hazatérni, és azt mondja: ha Svéd valóban szereti őt, akkor hagyja őt békében. Évek telnek el, Svéd időről időre visszatér, hogy kívülről nézze azt az elhagyatott házat, ahol utoljára látta Merry-t, anélkül, hogy valaha újra találkoznának.
A jelenben, Svéd temetésén, Nathan azon tűnődik, hogy akkor tudjuk, hogy élünk, amikor rájövünk: „mindig… tévedünk”, különösen az emberekről alkotott feltételezéseinkben. Ahogy a gyászolók elhagyják a temetőt, egy megtisztult külsejű, középkorú Merry megérkezik. Néma csendben elhalad nagybátyja és anyja mellett, és odasétál Svéd sírjához.

## Szereplők
| Szereplő               | Színész                     | Magyar hang    | Leírás                                                                    |
| ---------------------- | --------------------------- | -------------- | ------------------------------------------------------------------------- |
| Seymour "Svéd" Levov   | Ewan McGregor               | Anger Zsolt    | Egykori középiskolai sztársportoló és sikeres amerikai zsidó üzletember   |
| Dawn Levov             | Jennifer Connelly           | Gubás Gabi     | Egykori szépségkirálynő és Seymour felesége                               |
| Meredith "Merry" Levov | Dakota Fanning              | Földes Eszter  | Seymour és Dawn lánya, aki 16 évesen politikai terrortámadást hajt végre. |
| Meredith "Merry" Levov | Ocean James (8 évesen)      |                | Seymour és Dawn lánya, aki 16 évesen politikai terrortámadást hajt végre. |
| Meredith "Merry" Levov | Hannah Nordberg (12 évesen) |                | Seymour és Dawn lánya, aki 16 évesen politikai terrortámadást hajt végre. |
| Lou Levov              | Peter Riegert               | Forgács Gábor  | Seymour apja, sikeres amerikai zsidó üzletember és kesztyűgyáros.         |
| Jerry Levov            | Rupert Evans                | Czvetkó Sándor | Seymour öccse.                                                            |
| Vicky                  | Uzo Aduba                   | Kocsis Mariann | Hosszú ideje a kesztyűgyár alkalmazottja.                                 |
| Dr. Sheila Smith       | Molly Parker                | Tóth Enikő     | A fiatal Merry beszédterapeutája.                                         |
| Rita Cohen             | Valorie Curry               | Roatis Andrea  | Titokzatos nő.                                                            |
| Penny Hamlin           | Samantha Mathis             | Orosz Anna     | A Rimrock-i bolt tulajdonosának meggyilkolt felesége.                     |
| Nathan Zuckerman       | David Strathairn            | Rosta Sándor   | Jerry régi osztálytársa.                                                  |

### Magyar változat
- Bemondó: Galambos Péter
- Magyar szöveg: Kwaysser Erika
- Dalszöveg: Bradányi Iván
- Hangmérnök és stúdióvezető: Csaba László
- Vágó: Csaba Tamás
- Gyártásvezető: Nagy Anna
- Szinkronrendező: Csorba Éva

A szinkront a Syncton Stúdió készítette el.

## A film készítése
2003-ban a Lakeshore Entertainment megkezdte a film fejlesztését, Phillip Noyce-szal a rendezői székben, és a film címe Pastoral volt. Később a Paramount Pictures szerezte meg a jogokat, és 2012 májusában Fisher Stevenst bízták meg John Romano adaptált forgatókönyvének rendezésével. A Sidney Kimmel Entertainment társfinanszírozóként és producerként csatlakozott a Lakeshore-hoz. Jennifer Connelly és Paul Bettany lettek kiszemelve a főszerepekre, Evan Rachel Wood pedig a karaktereik lányát alakította volna. Tom Rosenberg és Gary Lucchesi producerként vettek részt a projektben. Mandy Patinkin is szerepet kapott volna a filmben, a forgatást pedig Pittsburghben tervezték.
2014. június 23-án Ewan McGregor szerződött le a főszerepre, mint Seymour „Svéd” Levov – egykori középiskolai sportcsillag és sikeres zsidó-amerikai üzletember – ezzel ő váltotta Bettany-t. Phillip Noyce ismét a rendezői székbe került. Augusztus 4-én megerősítették, hogy Connelly alakítja Dawn Dwyer Levovot, a volt szépségkirálynőt és Levov feleségét. Augusztus 6-án Dakota Fanning csatlakozott a szereplőgárdához, hogy Merry Levovot, a lányukat alakítsa, azt a szerepet, amit korábban Woodnak szántak.
2015. február 18-án bejelentették, hogy Ewan McGregor nemcsak főszereplőként, hanem rendezőként is közreműködik a filmben, miután Phillip Noyce kilépett a projektből, ezzel McGregor rendezői debütálását is jelentve. 2015. július 9-én Valorie Curry csatlakozott a szereplőgárdához, hogy eljátssza Rita Cohent, egy titokzatos fiatal nőt abból a radikális csoportból, amelyhez Merry csatlakozott, tiltakozva a kormány ellen általánosságban, és különösen a vietnámi háború ellen, mielőtt robbantást követne el. 2015. szeptember 2-án David Strathairn, Uzo Aduba és Peter Riegert is csatlakoztak a stábhoz, hogy Svéd egykori osztálytársát, Nathan Zuckermant, Vickyt, illetve Svéd apját, Lou Levovot alakítsák. Corey Stoll is szerepet kapott a filmben, bár nem jelent meg a végső változatban. Október 15-én Rupert Evans szerződött Seymour öccse, Jerry Levov szerepére. Molly Parker szintén csatlakozott a filmhez.
A film  forgatása 2015. szeptember 21-én kezdődött Harmonyben. A forgatás Pittsburgh környékén folytatódott novemberig, többek között az Északi oldalon, a belvárosban, a Liberty Avenue-n, Wilkinsburgban, Lawrenceville-ben és a Pittsburgh-i Teológiai Szeminárium területén.